# Hedwig Village
Hedwig Village es una ciudad ubicada en el condado de Harris en el estado estadounidense de Texas. En el Censo de 2010 tenía una población de 2.557 habitantes y una densidad poblacional de 1.081,34 personas por km².

## Geografía
Hedwig Village se encuentra ubicada en las coordenadas 29°46′47″N 95°31′11″O / 29.77972, -95.51972. Según la Oficina del Censo de los Estados Unidos, Hedwig Village tiene una superficie total de 2.36 km², de la cual 2.36 km² corresponden a tierra firme y (0%) 0 km² es agua.

## Demografía
Según el censo de 2010, había 2.557 personas residiendo en Hedwig Village. La densidad de población era de 1.081,34 hab./km². De los 2.557 habitantes, Hedwig Village estaba compuesto por el 75.95% blancos, el 1.29% eran afroamericanos, el 0.2% eran amerindios, el 15.49% eran asiáticos, el 0.12% eran isleños del Pacífico, el 3.79% eran de otras razas y el 3.17% pertenecían a dos o más razas. Del total de la población el 10.99% eran hispanos o latinos de cualquier raza.

## Transporte
El Autoridad Metropolitana de Tránsito del Condado de Harris (METRO) gestiona servicios de transporte.

## Educación

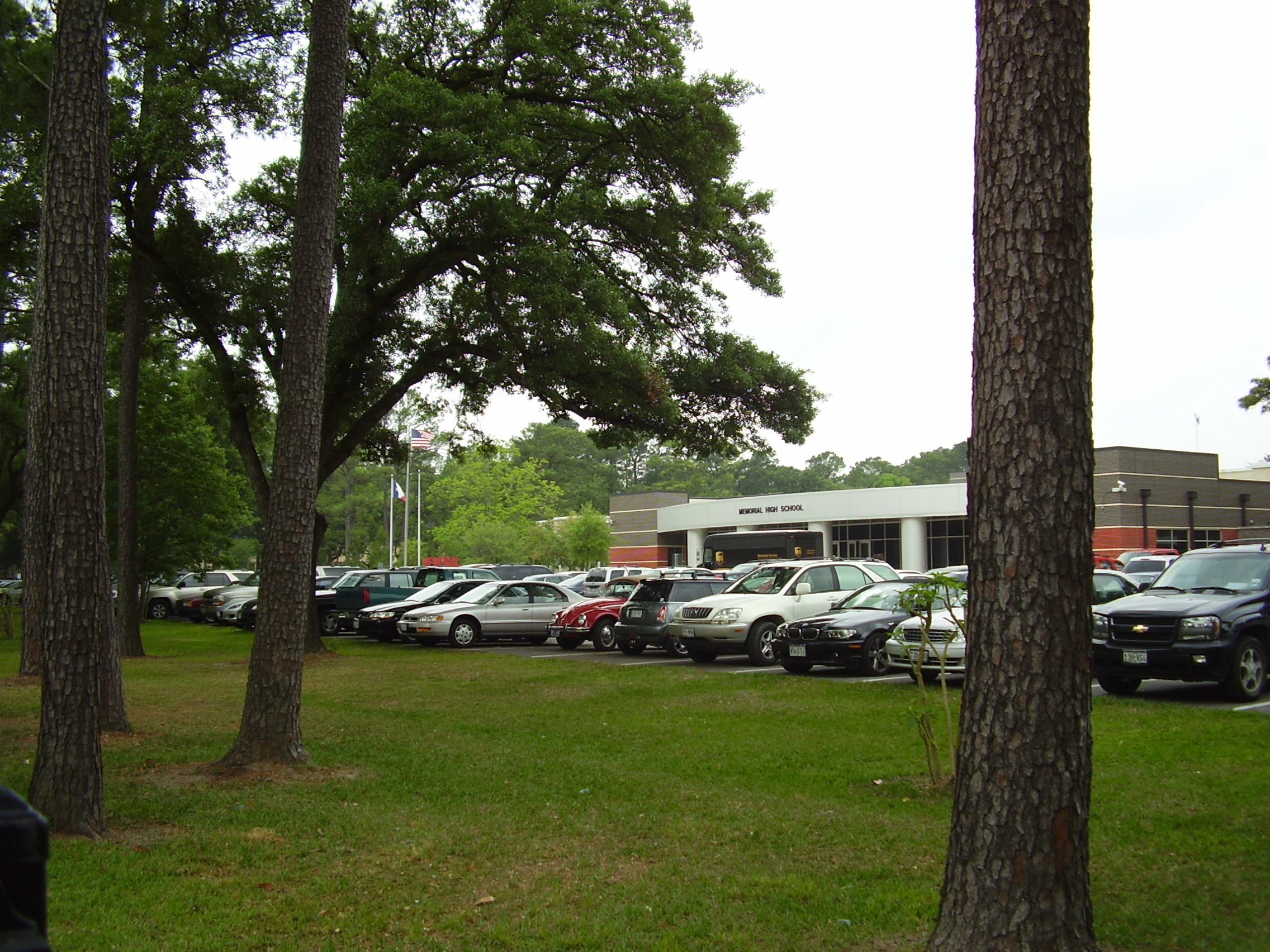
Escuela Secundaria Memorial

El Distrito Escolar Independiente de Spring Branch gestiona escuelas públicas.
La Biblioteca Pública del Condado de Harris gestiona la Biblioteca Sucursal Spring Branch Memorial.